# Burnette Rock
Der Burnette Rock ist eine 45 m hohe Klippe vor der Ruppert-Küste des westantarktischen Marie-Byrd-Lands. Er ragt 1,1 km nordwestlich von Groves Island auf.
Das Advisory Committee on Antarctic Names nahm 1967 die Benennung auf Vorschlag des Topografieingenieurs Charles E.
Morrison Jr. vom United States Geological Survey (USGS). Namensgeber ist Chief Warrant Officer Desmond Burnett von der United States Army, Hubschrauberpilot der Mannschaft des USGS, die zwischen 1966 und 1967 das Marie-Byrd-Land erkundete. Burnette landete hier am 4. Dezember 1966.